# Nina Hemmer
Nina Hemmer (ur. 16 lutego 1993) – niemiecka zapaśniczka startująca w stylu wolnym. Olimpijka z Rio de Janeiro 2016, gdzie zajęła czternaste miejsce w kategoria 53 kg.
Wicemistrzyni świata w 2021. Brązowa medalistka mistrzostw Europy w 2016 i 2017. Piąta w indywidualnym Pucharze Świata w 2020. Trzecia na igrzyskach europejskich w 2019 i na igrzyskach wojskowych w 2019. Wojskowa mistrzyni świata z 2018. Trzecia w MŚ juniorów w 2011 i mistrzyni Europy juniorów w 2012 roku.
Mistrzyni Niemiec w 2011, 2012, 2017, 2018 i 2019, a druga w 2015 roku.